# Pià (Navès)
Pià o Peà és una entitat de població del municipi de Navès (Solsonès). Es troba a 958 metres d'altitud en d'un turó entre el Cardener i el seu afluent per l'esquerra, la rasa de Peà.
L'església parroquial està dedicada a Sant Jaume.